# Retisol
Een Retisol (RT) is een bodem uit de hoofdgroep (Reference Soil Group) van de World Reference Base for Soil Resources (WRB). Retisols zijn bodems die gekenmerkt worden door kleiverspoeling en de aanwezigheid van een duidelijk ontwikkelde kleiinspoelingshorizont (Bt). Boven deze horizont bevindt zich een uitspoelingshorizont die lichter van kleur en armer aan klei is. Deze eluviale horizont infiltreert de kleiinspoelingshorizont in een polygonaal patroon, als ware het de mazen van een net (latijnse woord Rete = net). De infiltratie van de bovenliggende horizont in de kleiinspoelingshorizont worden retic-eigenschappen genoemd.
Retisols zijn pas geïntroduceerd in de derde editie van WRB 2014. Ze omvatten de strakker gedefinieerde Albeluvisols van de eerste en de tweede editie van de WRB (1998 en 2006). De Albeluvisols zijn komen te vervallen met de uitgave van de WRB van 2014. De Retisols zijn vergelijkbaar met de Podzoluvisols van de legenda van de FAO-UNESCO wereldbodemkaart uit 1974 en van de herziene legenda uit 1988.
De typische volgorde van de horizonten in het profiel van een Retisol volgens de bodembeschrijving van de richtlijnen van de WRB  is:
A - minerale toplaag met doorgaans relatief laag gehalte aan organische stof
E - kleiuitspoelingslaag (eluviale horizont), doorgaans lichter van kleur door verlies aan klei en ijzer
Bt/E- indringingshorizont met retic eigenschappen
Bt - horizont met kleiaanrijking (illuviale horizont, argic horizon)
C - min of meer onverweerd uitgangs- of moedermateriaal

## Verspreiding en gebruik
Retisols worden voornamelijk gevonden in gebieden in Europa en Noord-Amerika waar periglaciale omstandigheden heersten tijdens de laatste ijstijd (Weichselien). In Europa zijn ze te vinden in een gordel die loopt van België door Noord-Duitsland, Polen en Wit-Rusland naar Rusland. De specifieke ‘retic’ eigenschappen worden niet veel aangetroffen, waardoor deze bodems slechts in een beperkt gebied voorkomen.
De klei in de meeste Retisols heeft een hoge kationomwisselingscapacteit en een lage basenverzadiging. Het landgebruik op deze bodems is doorgaans bos of weiland. Met name de fysieke eigenschappen van deze bodems zijn beperkend voor de landbouw. De bovengronden zijn vaak arm aan kleimineralen en ijzeroxiden. Infiltrerend regenwater vindt de weg naar beneden vooral via de kleiarme delen, terwijl de kleirijke en dus ook nutriëntrijke delen vaak onvoldoende bevochtigd worden. De kleirijke delen zijn relatief compact en slecht bewortelbaar. Deze eigenschappen maken de Retisols ook onaantrekkelijk voor bodemfauna, met name voor regenwormen. Retisols hebben vaak een zandige of lemige bovengrond die gevoelig is voor erosie.

## Relaties met andere Reference Soil Groups
De WRB telt vijf Reference Soil Groups die als verplicht diagnistisch criterium in de classificatie de aanwezigheid van een kleiinspoelingshorizont, ofwel de ‘argic horizon’, hebben. Daarvan hebben alleen Retisols de retic-eigenschappen. De andere vier worden (verder) onderscheiden op basis van twee eigenschappen van de kleiinspoelingshorizont: 1) de kationuitwisselingscapaciteit per kg klei gemeten bij pH 7 (CEC / kg klei), en 2) de basisverzadiging (BS) die is berekend als de som van uitwisselbare kationen (BSeff).
Voor Luvisols zijn beide waarden hoog. Alisolen hebben een hoge CEC en een lage BS. Lixisolen hebben een lage CEC en een hoge BS. Voor Acrisols zijn beide waarden laag. Voor Alisols is de CEC-klei hoog en de basenverzadiging laag. Bij de Lixisols is de kationuitwisselingscapaciteit laag en de basenverzadiging hoog. Bodems met een kleiinspoelingshorizont en met retic-eigenschappen, die gedomineerd worden door stagnerend bodemwater, worden geclassificeerd als Retic Stagnosols.

## Weblinks
- profile photos (with classification) WRB homepage
- profile photos (with classification) IUSS World of Soils

World Reference Base for Soil Resources: Acrisol · Alisol · Andosol · Anthrosol · Arenosol · Calcisol · Cambisol · Chernozem · Cryosol · Durisol · Ferralsol · Fluvisol · Gleysol · Gypsisol · Histosol · Kastanozem · Leptosol · Lixisol · Luvisol · Nitisol · Phaeozem · Planosol · Plinthosol · Podzol · Regosol · Retisol · Solonchak · Solonetz · Stagnosol · Technosol · Umbrisol · Vertisol

USDA Soil Taxonomy: Alfisol · Andosol · Aridisol · Entisol · Gelisol · Histosol · Inceptisol · Mollisol · Oxisol · Spodosol · Ultisol · Vertisol

Nederlandse bodemclassificatie: Veengronden · Podzolgronden · Brikgronden · Eerdgronden · Vaaggronden